# 災害医療センター附属昭和の森看護学校
災害医療センター附属昭和の森看護学校（さいがいいりょうセンターふぞくしょうわのもりかんごがっこう）は東京都立川市の独立行政法人国立病院機構災害医療センターに併設されていた3年課程の看護専門学校である。
卒業すると看護師国家試験の受験資格等が得られた。
災害医療センターにおける看護実習は、同じ校舎に設置された東京医療保健大学立川看護学部に継承されている。
閉校後の卒業証明書等の発行は国立病院機構本部で行っている。

## 概要
「優しさと豊かな心を育むこと」を教育理念とし、「豊かな人間性を基盤とし、独立行政法人国立病院機構および社会に貢献できる専門職業人を育成する」を教育目的としていた。
また、次の教育目標を掲げていた。
1. 人々の健康を自然・社会・文化的環境とのダイナミックな相互作用の観点から理解する能力を養う
2. 看護の対象を総合的に理解し、看護上の問題を解決するための基礎的能力を養う
3. 看護の本質を理解して、自己の看護の考え方を明確にする
4. 看護の向上をめざし、自己啓発に努め、看護を探求する態度を養う
5. 保健医療チームの一員として、他職種と協働し安全な医療提供者としての看護の役割を果たすことができる
6. 災害発生時に対応できる災害看護・救急看護を学ぶ
7. 生命の尊重と個々の人格が尊重できる感性豊かな人間性を養う

## 沿革
- 1995年（平成7年）4月 - 国立王子病院附属昭和の森看護学校開校（1学年定員100名）。
- 1995年（平成7年）7月 - 国立病院東京災害医療センター附属昭和の森看護学校に名称変更。
- 2004年（平成16年）4月 - 独立行政法人国立病院機構災害医療センター附属昭和の森看護学校に名称変更。
- 2005年（平成17年）4月 - 学生定員変更（1学年100名→80名）[3]。
- 2014年（平成26年）4月 - 大学化を図るため、東京医療保健大学東が丘・立川看護学部災害看護学コースを設置[4]。これに伴い、2014年度入学生をもって学生募集を停止[5]。2020年に東が丘・立川看護学部は東が丘看護学部と立川看護学部に改組。
- 2017年（平成29年）3月 - 閉校[1]。